# Rock Manager
Rock Manager är ett simulationsdatorspel som är utvecklat av PAN Interactive och utgivet 2001. Spelet går ut på att ta kontroll över musikbranschen i Rock City. Spelet innehåller åtta olika uppdrag där det gäller att leda artister till framgång och tjäna pengar genom att spela in skivor, fixa spelningar, fuska med topplistor och muta journalister.